# Kevin Sheedy
Kevin Mark Sheedy (ur. 21 października 1959 w Builth Wells) – piłkarz irlandzki grający na pozycji lewego pomocnika.

## Kariera klubowa
Karierę piłkarską Sheedy rozpoczął w angielskim Hereford United. W sezonie 1975/1976 zadebiutował w jego barwach w rozgrywkach Division Three. Na koniec sezonu awansował z Hereford do Division Two, jednak pobyt tego klubu w drugiej lidze Anglii trwał rok. W Hereford Irlandczyk spędził trzy sezony. W 1978 roku przeszedł do Liverpoolu. Przez cztery lata rozegrał w "The Reds" jedynie 3 mecze w Division One. Miał więc mały udział w wywalczeniu przez Liverpool tytułów mistrza kraju w latach 1979, 1980 i 1982 i Pucharu Europy w 1981 roku.
W 1982 roku Sheedy odszedł z Liverpoolu i za 100 tysięcy funtów trafił do lokalnego rywala, Evertonu. W barwach "The Toffies" zadebiutował 28 sierpnia 1982 w przegranym 0:2 wyjazdowym meczu z Watfordem. Od czasu debiutu był podstawowym zawodnikiem Evertonu. W 1984 roku dotarł z Evertonem zarówno do finału Pucharu Ligi Angielskiej (porażka w powtórce 0:1 z Liverpoolem), a także do finału Pucharu Anglii (2:0 z Watfordem). W sezonie 1984/1985 sięgnął z Evertonem po pierwsze od 15 lat mistrzostwo Anglii oraz ponownie wystąpił w finale FA Cup (0:1 z Manchesterem United). W tym samym sezonie zdobył też jedyne dla "The Toffies" europejskie trofeum - Puchar Zdobywców Pucharów (3:1 w finale z Rapidem Wiedeń). W 1986 roku był bliski obrony mistrzostwa Anglii, jednak to odwieczny rywal Evertonu, Liverpool sięgnął po tytuł mistrzowski. Natomiast w sezonie 1986/1987 Sheedy po raz drugi i ostatni został mistrzem angielskiej Division One. W 1992 roku odszedł z klubu, dla którego rozegrał 274 meczów i zdobył 67 goli.
Kolejnym klubem w karierze Sheedy'ego był Newcastle United, do którego Irlandczyk trafił na zasadzie wolnego transferu. W 1993 roku wywalczył z nim awans do Premier League. Następnie odszedł do Blackpool F.C. i po roku gry w tym klubie zakończył karierę piłkarską.
| Sezon   | Klub             | Kraj   | Rozgrywki      | Mecze | Bramki |
| ------- | ---------------- | ------ | -------------- | ----- | ------ |
| 1975/76 | Hereford United  | Anglia | Division Three | 1     | 0      |
| 1976/77 | Hereford United  | Anglia | Division Two   | 16    | 1      |
| 1977/78 | Hereford United  | Anglia | Division Three | 34    | 3      |
| 1978/79 | Liverpool F.C.   | Anglia | Division One   | 0     | 0      |
| 1979/80 | Liverpool F.C.   | Anglia | Division One   | 0     | 0      |
| 1980/81 | Liverpool F.C.   | Anglia | Division One   | 1     | 0      |
| 1981/82 | Liverpool F.C.   | Anglia | Division One   | 2     | 0      |
| 1983/84 | Everton F.C.     | Anglia | Division One   | 40    | 11     |
| 1983/84 | Everton F.C.     | Anglia | Division One   | 28    | 4      |
| 1984/85 | Everton F.C.     | Anglia | Division One   | 29    | 11     |
| 1985/86 | Everton F.C.     | Anglia | Division One   | 31    | 5      |
| 1986/87 | Everton F.C.     | Anglia | Division One   | 28    | 13     |
| 1987/88 | Everton F.C.     | Anglia | Division One   | 17    | 1      |
| 1988/89 | Everton F.C.     | Anglia | Division One   | 26    | 8      |
| 1989/90 | Everton F.C.     | Anglia | Division One   | 37    | 9      |
| 1990/91 | Everton F.C.     | Anglia | Division One   | 22    | 4      |
| 1991/92 | Everton F.C.     | Anglia | Division One   | 16    | 1      |
| 1991/92 | Newcastle United | Anglia | Division Two   | 13    | 1      |
| 1992/93 | Newcastle United | Anglia | Division One   | 24    | 3      |
| 1993/94 | Blackpool F.C.   | Anglia | Division Two   | 26    | 1      |

## Kariera reprezentacyjna
Pomimo że Sheedy urodził się w Walii, to reprezentował barwy Irlandii. W reprezentacji zadebiutował 12 października 1983 roku w przegranym 2:3 spotkaniu eliminacji do Euro 84 z Holandią. W 1988 roku został powołany przez selekcjonera Jacka Charltona do kadry na Euro 88. Tam wystąpił w 3 meczach swojej drużyny: z Anglią (1:0), ze Związkiem Radzieckim (1:1) oraz z Holandią (0:1). W 1990 roku grał w pierwszym składzie Irlandii na Mistrzostwach Świata we Włoszech. Tam zaliczył 5 występów: z Anglią (1:1 i gol w 72. minucie), z Egiptem (0:0), z Holandią (1:1), w 1/8 finału z Rumunią (0:0, karne 5:4) i w ćwierćfinale z Włochami (0:1). Od 1984 do 1993 roku rozegrał w kadrze narodowej 46 meczów i zdobył 9 goli.